# かもめのジョナサン (映画)
『かもめのジョナサン』（Jonathan Livingston Seagull）は、1973年公開のアメリカ映画。同名小説の映画化作品。

## 概要
原作は、1970年にアメリカで発行され、1972年になってベストセラーとなったリチャード・バックによる同名小説。映画監督のバートレットはベストセラーになる前にこの作品を読んで自分の手で映画化を決意し、原作者のバックにコンタクトしたものの、その時点で既にいくつかの映像化のオファーがバックに来ていた。バートレットはオール・ロケ及び人間を一切登場させないなどの条件を提示し、原作の持ち味を最大限に生かす事を約束して映画化権を獲得し、完成に至った。

## 特記事項
- カメラマンは、動物カメラマンとして有名だったジャック・コウファーと、ヘリコプター撮影を得意とするジム・フリーマン/グレッグ・マクギルブレーを起用。かもめの調教は、アルフレッド・ヒッチコックの「鳥」を手がけた事でも知られていたレイ・バーウィックを初め5名が担当した。
- ジョナサンの役を務めたのは、バートレット監督と調教師の一人であるゲイリー・ジェロがカリフォルニアのモントレーという町の海沿いのレストランの窓枠で偶然みつけた大柄のかもめで、ラルスと名付けられた[1]。
- 音楽はニール・ダイアモンド。本作のサウンドトラックがコロムビア・レコードと契約して最初の作品。このアルバムは1973年度のグラミー賞の最優秀映画音楽賞及びゴールデン・グローブ賞の作曲賞を受賞した。

## スタッフ
基本情報に含まれていない主なスタッフは以下の通り。
- 原作 - リチャード・バック
- 美術 - ボリス・レビン
- ヘリコプター撮影 - ジム・フリーマン / グレッグ・マクギルブレー
- かもめの調教 - レイ・バーウィック / ゲイリー・ジェロ / マシュウ・プレイス / ジェームズ・カラハン / ブライアン・カラハン